# Kommuna (Qazax)
Kommuna è un comune dell'Azerbaigian situato nel distretto di Qazax.